# Ракужа (село)
Ракужа (укр. Ракужа) — бывшее село в Семёновском районе Черниговской области Украины. Население — 2 человека (на 2001 год). Занимает площадь 0,01 км². Расположено на реке Ракужа.
Код КОАТУУ: 7424787009. Почтовый индекс: 15421. Телефонный код: +380 4659.

## История
После аварии на ЧАЭС село было отнесено к зоне добровольного отселения, жители переселились в другие населённые пункты.
Население на 1985 год — 10 человек, 2001 год — 2.
Решением (30-я сессия) Черниговского областного совета 18 июня 2013 года село было снято с учёта.

## Власть
Орган местного самоуправления — Хотиевский сельский совет. Почтовый адрес: 15421, Черниговская обл., Семёновский р-н, с. Хотиевка, ул. Озёрная, 81.